# 希賓庫姆
希賓庫姆（阿拉伯语：‎）是埃及尼羅河三角洲的城市，也是米努夫省的首府。市內有數間公立和私立學校、醫院、一間大型體育館、互聯網供應商、工會、田徑隊、政黨和商會，而基礎建設也現代化。
希賓庫姆的經濟收益主要來自工業和商業活動，農業的重要性較低。2006年人口63萬，佔全省的18.87%，人口密度為每平方公里2,010人。
30°33′31″N 31°0′36″E / 30.55861°N 31.01000°E